# Cydia
Cydia je softwarová aplikace pro iOS, která umožňuje uživatelům najít a stáhnout programové balíky (včetně aplikací) pro odemčené (JailBreak) iPhony, iPody touch či iPady. Cydia je grafický APT a dpkg balíkový systém souborů, takže softwarové balíky na cydii jsou dostupné formou decentralizovaného systému úložišť. Většina softwarových balíků dostupných na cydii je zdarma, nicméně pořád zde lze nalézt několik stovek placených. Platba se provádí přes tzv. Cydia store, ten má stejný provozní systém jako App Store. Mezi balíky na cydii jsou převážně rozšíření, modifikace, pozadí, témata (themes) pro systémové prostředí iOS. Vzhledem k tomu, že programové balíky pracují na jailbreaknutých zařízeních, mohou zaručit funkčnost a možnosti mimo rozsah standardních aplikací, např. celosystémové změny uživatelského rozhraní, modifikace funkcí tlačítek, rozšíření možností sítě a další „vychytávky“ (tweaks) systému.
Uživatelé instalují tyto výhody („vychytávky“), protože umožňují změnu vzhledu, větší přehlednost a přidávají požadované vlastnosti, které usnadňují práci na zařízení. Příkladem může být aplikace umožňující přístup do souborového systému a příkazového řádku. Většina balíků přístupných přes Cydii je vytvořena nezávislými vývojáři.
Zakladatel Cydie je Jay Freeman(také známým jako „Saurik“) a jeho společností SaurikIT. Název Cydia je odvozen z latinského jména obaleče jablečného („cydia pomonella“), který je známý jako červ v jablku.

## Funkce a význam
Hlavním účelem Cydie je poskytnout grafické uživatelské prostředí uživatelům jailbreaknutého iOS užitím APT úložišť k nainstalování softwaru, který není dostupný na App Store. Pracuje také jako souhrnný systém repozitářů s účelem vyhnout se závislosti na jednom zdroji, což je možné díky několika ověřeným veřejným zdrojům („community sources“). V těchto úložištích je mnoho stabilních aplikací a balíků, i přesto si však uživatel může přidat dodatková úložiště. To umožňuje vývojářské scéně iOS zůstat co možná nejotevřenější. Kdokoliv, kdo disponuje serverem, může vytvořit, upravovat, updatovat jeho/její vlastní úložiště a dělit se o něj s komunitou.
Softwarové balíky jsou stahovány přímo do iOS zařízení, do stejné lokace jako předem nainstalované aplikace od Applu (adresář: /applications). Jailbreaknuté zařízení může i přesto normálně kupovat a stahovat aplikace z oficiálního App storu.
Používání Cydie závisí na tom, zda má uživatel jailbreaknuté zařízení. Jailbreaknutí iPhonu bylo teoreticky nelegální, ale přesto tolerováno až do července 2010, kdy U.S. Copyright Office vydala Digital Millennium Copyright Act, čímž se jailbreaknutí iPhonu stalo legální. Politika Applu je taková, že po jailbreaku zaniká záruka.
Jailbreak se běžně provádí pomocí aplikace na počítači, například blackra1n nebo jinými. Jailbreak bylo možné díky bezpečnostní chybě provést i ve webovém prohlížeči na zařízení samotném přes webovou stránku http://www.jailbreakme.com (tato stránka byla používána pro iOS 4.0, dnes již nefunguje).

## Historie
Freeman poprvé vydal Cydii v březnu 2008 jako open source alternativu k aplikaci installer.app na iPhone OS 1.1. Po vydání iPhone OS 2.0 (červen 2008) se však rychle stala nejpopulárnější aplikací pro správu softwarových balíků právě Cydia.
V srpnu 2009 Freeman řekl: „Kolem 4 milionů (10 %) ze 40 milionů vlastníků iPhonu a iPodu Touch mají nainstalovanou Cydii.“
V září 2010 Freemanova společnost, SaurikIT, LLC, oznámila spolupráci s Rock Your Phone, Inc. (vývojáře Rock.app), kteří vytvořili Cydia store, největší app store pro jailbreaknutá iOS zařízení.
Od prosince 2010 plánuje Freeman vydání Cydia store pro Mac OS X jako alternativu pro Mac App Store od Applu.

## Cydia store
V březnu 2009 Freeman předvedl jednoduchou cestu pro vývojáře jak prodávat přes Cydii spojením všech nabízených aplikací přes jeden účet (jako u oficiálního App storu). K nakupování aplikací mohou uživatelé využívat služeb PayPalu nebo Amazonu.